# Урок радянської мови
«Урок радянської мови» — радянський короткометражний художній фільм 1941 року режисерів Арташеса Ай-Артяна і Левона Ісаакяна.

## Сюжет
Осінь 1941 року, Велика Вітчизняна війна. День і ніч трудяться на полях колгоспники Вірменії. Вночі на колгоспний польовий стан натикаються німецькі диверсанти, що прямують до електростанції. Вони зв'язують жінок, а єдиного чоловіка беруть з собою як провідника. Одній з жінок вдається втекти й попередити про намір ворога. Диверсантів знешкоджують.

## У ролях
- Гурген Джанібекян — пастух
- Вардуш Степанян — Сона
- Ніна Алтунян — Гоар
- Гаррі Мушегян — Аршак
- Л. Шахпаронян — Ашхен
- Є. Арутюнян — бабуся
- Григорій Ягджян — диверсант

## Знімальна група
- Режисери — Арташес Ай-Артян, Вільям Айказян
- Сценаристи — Арташес Ай-Артян, Левон Ісаакян
- Оператор — Сергій Геворкян
- Композитор — Ашот Сатян
- Художник — Сергій Сафарян